# دریاکنار (روزنامه)
دریاکنار نام یکی از مطبوعات استان بوشهر در دوران پهلوی دوم است.
این نشریه از سال ۱۳۳۰ خورشیدی، در بوشهر به چاپ رسیده است.

## تاریخچه روزنامه دریاکنار
شماره ی اول روزنامه دریاکنار در نیمه ی دوم سال ۱۳۳۰شمسی/1951 میلادی در بوشهر منتشر شد. این روزنامه به طور هفتگی در ۴  الی ۶ صفحه و در قطع متوسط با حروف سربی انتشار می یافت و قیمت تک فروشی آن دو ریال بود. گاه به دلیل تراکم آگهی، دریاکنار در ۸ صفحه منتشر می شد.   
تیراژ دریاکنار یک هزار نسخه در هر شماره بود. روزنامه را هیئت تحریریه ای مرکب از «سیدصادق یزدانی» و «عبدالرحیم جعفری» اداره می کرد. دریاکنار در چاپخانه ی«گلستان» شیراز به چاپ می رسید و در بوشهر و در حوزه خلیج فارس و در کشورهای عربی توزیع می شد. مطالب روزنامه دریاکنار آمیخته ای از برخی مسائل ساده ی اجتماعی، اخبار ایران و جهان درج مطالب فرهنگی و هنری البته آگهی، بیشتر ثبتی بود. مشی سیاسی این روزنامه تا حدود زیادی راست گویانه بود که از وابستگی صاحب امتیاز آن به قشربازاری و سرمایه داری خرده پا ناشی می شد. روزنامه دریاکنار در پی کودتای ۲۸مرداد ۱۳۳۲ به دلیل مشکلات قانونی دچار توقیف شد و فرماندار نظامی وقت بوشهر جلو انتشار آن را گرفت. عبدالحسین زاهدی صاحب امتیاز و سردبیر روزنامه برای ادامه ی انتشار نشریه اش دست به ترفند جالبی زد که تا آن هنگام درتاریخ مطبوعات بوشهر بی سابقه بود و آن استفاده از امتیاز روزنامه ی «پست خلیج» بود. امتیاز پست خلیج پیش از این متعلق به سید محمد صادق یزدانی مدیر داخلی روزنامه دریاکنار بود که به دلیل مشکلات مالی از ادامه انتشار آن منصرف شده بود. زاهدی از امتیاز پست خلیج استفاده کرد و با همان شماره سریال قبلی روزنامه دریاکنار، روزنامه پست خلیج را منتشر کرد و در سرصفحه آن این جمله کوتاه را نوشت: «دریاکنار برای مشترکین»
دریاکنار در مطالب اجتماعی خود بیشتر بر مسائل شهری و نابسامانی های موجود در ادارات دولتی تاکید می نمود و با لحنی مودبانه برخی معضلات فراگیر مانند عدم بهداشت و وجود بیکاری را گوشزد مسئولان می کرد.
روزنامه دریاکنار توجه خاصی به ترجمه قصه ها و مطالب خارجی داشت و چند تن از مترجمانی که بعدها صاحب نام و آوازه شدند، در این روزنامه ذوق آزمائی کرده اند. یکی از این مترجمان آقای عبدالحسین شریفیان است که چندین داستان کوتاه و بلند را از انگلیسی به فارسی برگردانده و در دریاکنار به چاپ رسانیده است. از جمله این داستان ها، قصه کوتاه «سیاهپوست» نوشته «ریچارد رایت» است که در چند شماره دریاکنار به چاپ رسید. 
با کودتای ۲۸ مرداد ۱۳۳۲، روزنامه دریاکنار تعطیل شد و پس از 66 سال انتشار دوباره نشریه دریاکنار به مدیر مسئولی مهران سلطانی‌نژاد در استان بوشهر از سرگرفته شد
| صاحب امتیاز و سردبیر: عبدالحسین زاهدی   | زبان: فارسی           | قیمت: دو ریال برای هرشماره                                      |
| --------------------------------------- | --------------------- | --------------------------------------------------------------- |
| تاریخ اولین انتشار: نیمه دوم 1330شمسی   | تیراژ: 1000نسخه       | ترتیب انتشار: هفتگی                                             |
| تاریخ آخرین انتشار: زمستان 1332         | چاپخانه: گلستان شیراز | تعداد صفحات: 4 الی 6 صفحه                                       |
| مکان انتشار: بوشهر                      | نوع حروف چاپی: سربی   | موضع سیاسی و اجتماعی: راست گرا و سخنگوی قشر تجار خرده پای بازار |
| مدیرمسئول فعلی: مهندس مهران سلطانی نژاد | شروع دوره جدید: 1396  | سردبیر فعلی: سهیلا سلطانی                                       |